# Siebenaich, Šentjurij ob Dolgem jezeru
Siebenaich je naselje v Občini Šentjurij ob Dolgem jezeru v Okraju Šentvid ob Glini na Koroškem v Avstriji.